# 부데요비츠키 부드바르

로고

부데요비츠키 부드바르(체코어: Budějovický Budvar)는 1785년에 설립된 체코의 맥주 기업으로 체스케부데요비체에서 만들어지는 동명의 맥주 상표로 잘 알려져 있다.

## 상표 논쟁
영어식 표현은 버드와이저 버드바(Budweiser Budvar)로 앤하이저부시가 제조 및 판매하는 버드와이저와 상표권 논쟁을 계속해서 벌이고 있다.

## 같이 보기
- 체코의 맥주
- 필스너